# Décision médicale partagée
La décision médicale partagée désigne un processus de prise de décision commune entre le soignant et le patient en ce qui concerne sa santé. Elle vise a ce que ce dernier puisse choisir de façon éclairée les modalités ayant trait à la prévention, au diagnostic ou au traitement des maladies.

## Historique
En 2013, un état des lieux est établi par la HAS,.